# Саттва
Са́ттва (санскр. सत्त्व, IAST: sattva — «существование, бытие»; «живое существо»; «суть, сущность»; «религиозная чистота», «чистый») — гуна сущности, благости, одна из трёх гун (качеств) природы в философии индуизма, в частности в философии санкхьи — одной из шести ортодоксальных философских систем индуизма. Среди трёх гун — саттвы, раджаса и тамаса — саттва считается самым чистым и возвышенным качеством материальной природы. Термин также употребляется в философии буддизма обычно в значении «живое существо».

## В философии санкхья
В «Санкхья-карике» саттва имеет свойства «легкой и освещающей» (С.-к.13). Аспекты буддхи (интеллекта), связанные с саттвой — дхарма, джняна, бесстрастие, успех (С.-к. 23). Также с саттвой связаны появления манаса и 10 индрий (органов чувств и действий) из ахамкары (С.-к. 26).

## Саттва в философии индуизма
В «Бхагавад-гите», Кришна описывает саттва-гуну, как один из уровней материальной привязанности, или обусловленности:
Из них истовость (саттва), чистотою своей природы [все] озаряющая, чуждая недуга, сковывает влечением к радости и влечением к знанию, о безупречный.
В Сиддха-сиддханта паддхати перечисляются следующие проявления саттвы в ментальных процессах:
- дайя — доброта или сострадание;
- дхарма — праведность, справедливость;
- крийя — готовность совершать благие дела;
- бхакти — почитание или преданность;
- шраддха — вера.

## Саттвические элементы
Только чистые и не осквернённые элементы и пищевые продукты обладают качеством саттвы. Еда должна быть здоровой и полезной для здоровья. Саттвические элементы не должны выводить ум из равновесия. Следовательно, различные одурманивающие субстанции, такие как наркотики и алкоголь, не относятся к категории саттвических. К саттвическим также не относятся любые объекты или пища, для производства которых была причинена боль другим живым существам, так как в этом случае объект был получен с помощью насилия. Следовательно, к категории саттвы относится только вегетарианская пища, при условии, что она является свежей. Некоторые элементы, которые рассматриваются как саттвические:
- Цветы (в особенности лотос), фрукты, или любая вегетарианская еда, пригодная для предложения божеству.
- Дерево ниим и туласи
- Коровье молоко, при условии того, что корова содержится в естественных условиях, что она здорова, и что молоко было получено только после того, как её телёнок был накормлен. Если с коровой плохо обращаются, пить её молоко считается греховным действием.

## Саттвические личности
Индивида, находящегося под влиянием саттва-гуны, можно узнать по его поведению и образу жизни. Действия индивида, находящегося под влиянием саттва-гуны, направлены на благо мира. Он постоянно занят благоприятной деятельностью, и живёт просто и целомудренно. Он мало ест, он решителен и правдив. Он никогда не использует нецензурную лексику и никого не оскорбляет. Он не чувствует зависти, ревности или похоти и свободен от алчности и эгоизма. Он никого не обманывает и не сбивает с толку. Он не допускает никакой скверны даже в своих мыслях. Он обладает хорошей памятью и способностью сосредотачиваться. Его основной интерес заключается в увеличении своих духовных знаний, он проводит большую часть своего времени в медитации и поклонении Богу. В особых случаях он совершает различные аскезы и длительную медитацию. Такие личности как правило являются долгожителями и поддерживают свое здоровье в отличном состоянии. Саттвического индивида можно также узнать по тому, что его деятельность на умственном уровне, на физическом уровне и его речь не противоречат друг другу и находятся в гармонии. На санскрите используются три слова для описания этого состояния — манаса (мысль), вача (речь), кармана (действия). В индуизме, саттвическими считаются святые, ведийские мудрецы и дэвы.

## В буддизме
Саттва в буддизме (пали satta, тиб. sems-can) — живое существо; «одушевленное» существо, обладатель разума (синоним «я» индивида). По буддийским представлениям, в безначально существующей сансаре есть шесть видов существ: боги (дэва), демоны (асура), люди (манушья), животные (тирьяка), голодные духи (прета) и обитатели ада (нарака). Хотя первые три способа существования считаются относительно благоприятными, а последние три — неблагоприятными, всем шести воплощениям свойственно в той или иной степени страдание (духкха). В некоторых источниках называются только пять «миров» (лока), асуры не выделяются как особый вид существ и причисляются либо к миру богов (дэва-лока), либо к миру духов (прета-лока).
Мир богов (дэва-лока) подразделяется на три категории (дхату): боги низшей ступени, проводящие всё свое время в наслаждениях, относятся к уровню мира желания (кама-дхату); боги ступени медитативного сосредоточения (дхьяна) относятся к уровню мира форм (рупа-дхату); боги высшей ступени, погруженные в глубокое медитативное сосредоточение (самапатти), относятся к миру без формы (арупа-дхату). Все прочие миры (лока) живых существ относятся к категории мира желания (кама-дхату). Боги и обитатели ада живут очень долго, но не вечно; все типы существ в буддизме считаются смертными (см. также анитья). Дополнительным типом рождения является существо промежуточного состояния (санскр. антарабхава, тиб. бардо — «между двумя»), называемое «гандхарва» (тиб. дри-са), — форма существования после смерти до следующего рождения.
В основе религиозно-философской идеологии буддизма лежит принцип отрицания существования субстанциональной души — атмана брахманистских систем. На религиозно-доктринальном уровне этот принцип представлен идеологией «не-душа» (анатма; см. также анатмавада). Нет ни индивидуальной души, ни «Мировой души» — будь то имманентная или трансцендентальная субстанция. В соответствии с данным принципом, живое существо рассматривается как развернутая во времени процессуальность — поток элементарных психофизических состояний (дхарм). Этот поток на эмпирическом уровне организуется пятью группами дхарм: группа материи, группа чувственности (приятное — неприятное — нейтральное), группа понятий, группа формирующих факторов (мотивирующие факторы и факторы, обуславливающие формативные характеристики потока), группа сознания. Все эти дхармы, классифицируемые по пяти группам (пяти скандхам), возникают в индивидуальном потоке (сантана) как реализация безначальной и всеохватывающей причинно-следственной зависимости (пратитья-самутпада).

В старейших суттах Палийского канона живое существо появляется и как нечто изначальное, неизъяснимое, и как конкретный субъект различных склонностей (пали: абхинивеса; санскр.: абхинивеша) специфически религиозного характера (то есть, связанных с Путем и Освобождением). Согласно «Сутта-нипате», самым фундаментальным свойством всякого живого существа является актуальное или потенциальное обладание шестью органами чувств (пять чувств плюс ум, ментальность). Органы чувств в «Сутта-нипате» — это не только неотъемлемая часть всех живых существ, но и те относительно устойчивые элементы, которые космически соотносятся с относительной устойчивостью мира и служат его главной опорой. А шесть чувств — то, к чему мир привязывается, обретая свои «начало» и продолжение вместе со страданием, исходящим из динамизма бытия.
«В чем возникает (sampanna) мир?...
К чему привязавшись, чем мир страдает?
В шести [чувствах] возникает мир...
Итак, привязавшись к шести, шестью мир страдает.»

Сутта-нипата, 168—169.
Посредством привязанности (упадана) безразличный мир обретает свою сознательную и этическую феноменальную действительность, которая содержит возможность выбора, позволить ли феноменальному миру продолжаться или же избавиться от него вместе с его болью и страданием, отбросив все чувственные привязанности.
Саттву характеризует также обладание сознанием и, следовательно, способность чувствовать, переживать. Минимумом сознания живого существа является один орган чувств (например, поверхность тела как орган осязания), а максимумом сознания будет комплекс шести органов чувств с соответствующими им шестью видами сознания (шестой вид сознания — сознание ума, мано-виджняна).
Ранние буддисты полагали, что бывает четыре типа рождения живых существ: рождённые из матки (обычные люди, голодные духи, животные: слоны, лошади, коровы, ослы, кабаны и прочие), из яйца (птицы), из испарений «великих элементов» (черви, насекомые), саморождающиеся (боги, обитатели ада, те, кто находятся в промежуточном состоянии между смертью и рождением, мифологические животные: наги, гаруды).
Считается, что каждое живое существо обладает потенциалом достижения  просветления, в некоторых школах буддизма махаяны этот потенциал называется «природа Будды».